# Mai visto alla radio
Mai visto alla radio è un programma radiofonico di informazione sportiva, in onda ogni sabato e domenica dalle 15 alle 17 su RTL 102.5, condotto da Andrea Salvati e Tommaso Angelini. Da gennaio a giugno 2014 ha fatto parte della squadra del programma anche Laura Ghislandi. Sono presenti collegamenti in diretta dai principali eventi calcistici, e non solo, della giornata dai campi della Serie A.
È anche in radiovisione sul canale 736 di Sky e sul canale 36 del digitale terrestre, e della piattaforma Tivùsat.